# 戎毅
戎毅（1994年11月11日—），中国浙江省杭州市人，围棋职业六段棋手。他2007年入段，2016年6月升为五段，2018年3月升为六段
，2019年6月升为七段。他获2017年第26届中国大学生围棋赛男子组冠军，进入2015年第2届梦百合杯8强，2017年第3届梦百合杯16强。2016年入读陕西师范大学体育学院。

## 国内比赛成绩
2013年代表广州广日队、2017年代表广东青旅同成队参加围甲联赛。2015年第3届全国智力运动会围棋组职业男子个人快棋赛第3名。

## 国际比赛成绩
2015年第2届梦百合杯预选赛连胜伊凌涛、李康、罗玄进入本赛。本赛中连胜聂卫平、李乐、金世东进入8强。8强赛中负于柯洁。
2017年第3届梦百合杯预选赛连胜吴震宇、朴常镇、李东勋进入本赛。本赛中连胜萧正浩、河野临进入16强，后负于廖元赫。